# Zona metropolitană Oradea

Teritoriul zonei metropolitane Oradea

Zona metropolitană Oradea este o zonă metropolitană creată în 2005 care cuprinde Municipiul Oradea și 11 comune învecinate. Conform recensământului din 2011 avea o populație totală de 245.537 locuitori.

## Populație
Zona metropolitană Oradea avea în anul 2007 populația de 245.800 de locuitori.

## Structura populației
Conform recensământului din 2011 structura populației era:
- 65.85% români
- 24% maghiari
- 2.34% țigani
- 0.23% germani
- 0.2% slovaci
- 7.38% alte etnii

## Obiective
- Alinierea Zonei Metropolitane Oradea la standardele economice și sociale euro-atlantice, în consens cu cele naționale
- Instaurarea în Zona Metropolitană Oradea a unui climat de piață aliniat procedurilor competiționale internaționale
- Creșterea coeziunii economico-sociale din Zona Metropolitană Oradea